# Ochthocosmus roraimae
Ochthocosmus roraimae là một loài thực vật có hoa trong họ Ixonanthaceae. Loài này được Benth. mô tả khoa học đầu tiên năm 1843.